# Catocala seminigra
Catocala seminigra là một loài bướm đêm trong họ Erebidae.